# 정명희 (1945년)
정명희(鄭明熙, 1945년 9월 21일 - )는 서울대 의과대학 의학과 약리학과 교수이며, 전문분야는 분자약리학,독물학이고, 학회 가입단체는 대한약리학회, 한국분자생물학회, 한국생화학회이다.
황우석 교수 사건 당시 서울대조사위원회 위원장직을 맡으면서 사회적으로 널리 알려지게 되었다.
정명희씨가 2006년 1월 12일 황우석 교수 사건에 대한 최종조사발표에서 황박사의 사이언스논문 2004년과 2005년에 등록된 줄기세포주가 존재하지 않는다는 사실과 논문이 조작되었다고 발표하였다.
그 과정에서 2004년 논문과 별도로 만들어진 '정체불명의 줄기세포'가 있었는데 그 또한 '체세포핵치환이식'결과가 아닌 처녀생식유래 줄기세포'라고 발표하였다.
또한 황우석박사팀에 대한 기술평가에 있어, 황우석교수의 체세포핵치환이식 배반포생성기술의 존재는 인정하나 독보적이 아닌 일반화된 기술이라 발표하여 사회적으로 큰 논란을 일으켰다.
왜냐하면, 황우석박사팀의 정명희씨가 처녀생식이라 단정지은 2004년 논문의 결과물은 '세계최초의 복제된 인간배아 유래 줄기세포'이며 이것을 만들어내는 원천기술은 전 세계적으로 특허로 등록될만큼 선행기술이 없음이 인정되었기 때문이다.
NT-1번의 처녀생식이란 결론은 부계,모계유래를 확인하는 일반적검체방식인 각인검사가 이뤄지지 않은 상태에서 성급하게 '공식문서'로 결론지어졌다는 비판과 함께, 후에 보충보고서로 제출한 각인흔검사도 전혀 과학적이지 않다고 생물학자들 사이에서 뜨거운 논란이 되고 있다.
2007년 1월 15일 천주교서울대교구 생명위원회에서 주관하는 생명의 신비상을 수상한다. 이후 삼성융합의과학원 원장을 거쳐 가천대학교 부총장으로 영입되었다.
2009년 올해의 여성과학기술인상를 받은 1953년생 여성 화학자와는 다른 사람이다.

## 약력
- 1982년 서울대 의과대 의학과 약리학교실 조교수
- 1986년 서울대 의과대 의학과 약리학교실 부교수
- 1991년 (현)서울대 의과대 의학과 약리학교실 교수
- 1996년 서울대 의과대 교무담당 부학장
- 2000년 서울대 의과대 의학과 약리학교실 주임교수
- 2002년 서울대 부총장

## 상장
- 제10회 분쉬의학상(암과 노환의 원인으로 추정되는 활성산소의 2차 방어개념을 정립 공로) 2000.11.23

## 논문
- A New Endonuclease of E.Coli That Specifically Removes 8-Hydroxyguanine Residues Fron DNA